# Сиссон, Вера
Вера Сиссон (англ. Vera Sisson; 31 июля 1891 — 6 августа 1954) — американская актриса немого кино.

## Биография
Вера Сиссон родилась 31 июля 1891 года в Солт-Лейк-Сити. Она получила образование в колледже Браунли для девочек в Денвере, штат Колорадо. В 1912 году Сиссон подала заявку на работу статисткой в Universal Pictures и дебютировала в фильме «The Helping Hand» (1913). Уоррен Керриган сыграл главную роль в семи успешных фильмах, в том числе «The Sandhill Lovers» (1914), «The Oyster Dredger» (1915) и «A Bogus Bandit» (1915).
В 1915 году Сиссон предложили контракт со студией «Biograph Studios», и в следующем году она вышла замуж за актера и режиссера Ричарда Россона.
Сиссон снялась вместе с Гарольдом Локвудом в фильме «Paradise Garden» (1917), где также фигурировали Вирджиния Рэпп, Рудольф Валентино в фильме «The Married Virgin» (1918) и Констанс Талмедж в фильме «Experimental Marriage» (1919). Ее последнее появление в кино было в фильме «Люби их и оставь их» (1926).
1 мая 1939 года Сиссон и ее муж Россон были арестованы гестапо по обвинению в шпионаже в Вене, Австрия, вместе с двумя другими британскими гражданами, якобы за съемку военной техники. Они содержались в одиночном заключении в течение 34 дней и были освобождены.
31 мая 1953 года Ричард Россон покончил с собой, отравившись угарным газом. Год спустя, 6 августа 1954 года, Сиссон покончила с собой из-за передозировки барбитуратов. Она похоронена на кладбище «Hollywood Forever» рядом со своим шурином Артуром Россоном.